# フィンランド空軍
フィンランド空軍 (略称FAF もしくは FiAF)（フィンランド語： Ilmavoimat、スウェーデン語：Flygvapnet）は、フィンランドの空軍。
平時は領空の警備に就き、戦時には即応軍に編入され、航空戦を実施する責任を負っている。独立後の1918年3月6日に陸軍航空隊として創設され、1928年5月4日、空軍として正式に独立 。冬戦争、および継続戦争においてはドイツ、イギリス、オランダなどから寄せ集めた様々な航空機を駆使し、多くの戦果を挙げている。

## 歴史

### 創成期
フィンランドにおける空軍の歴史は、20世紀初頭、ロシア帝国支配下に端を発する。当時ロシアは、フィンランド内に12機の水上機から構成される極めて少数の航空部隊を配置していた。1917年、ロシア革命が勃発すると、独立を宣言したフィンランドはこれらの航空部隊を接収し、自国下に置いた。しかしパイロットのロシア軍人たちはみな帰国してしまい、フィンランドに航空機を取り扱える能力は皆無であった。
翌年、フィンランド内戦が勃発すると、赤衛軍はこの航空部隊を全て接収。ソビエトよりパイロット4人と整備士6人を迎え入れ、2月24日、5機の航空機を受領した。続いてヘルシンキ、コウヴォラ、タンペレ、ヴィープリに航空部隊を設置したが、一部の部隊は指揮権が明確ではなかった。またヘルシンキに航空学校を開設したが、生徒を養成できぬまま終わった。
対峙する白衛軍はスウェーデン政府に援助を要請したが拒否された。しかし民間レベルではフィンランドを支援するスウェーデン人は少なくなく、彼らはフィンランドに航空機と航空技術を伝えた。
2月25日、スウェーデンより初の航空機が回送されてきた。これはスウェーデンの新聞記者Waldemar Langletが民間団体「フィンランドの友」（Finlands vänner）の募金を通じて購入したものであったが、エンジンの故障によりヤコブスタードにて不時着した。
続いて3月6日、スウェーデンの貴族エリック・フォン・ローゼン伯爵より第2の航空機であるモラーヌ・ソルニエ Lが寄贈された。しかしこれはスウェーデン政府に問題視され、以後の航空機の輸出は不可能となってしまった。この飛行機は受領後F.1と名づけられ、実質的にフィンランド軍の保有する最初の航空機となった。この日は白衛軍初の航空部隊が設立した日とされる。

フィンランド空軍の国籍マーク（1918年–1945年）：青いハカリスティ

ローゼン伯爵は、F.1の機体に幸運のシンボルとして青いハカリスティを描いた。これがフィンランドの国籍マークの起源である。3月18日、マンネルヘイム自身の手によって国籍マークの採用が決定した。
しかし不幸にも、この航空機も間もなく事故を起こし、パイロットの命を奪った。
しかし3月7日、新たに個人寄贈で3機を受領した。この3機をもってコルホ付近の海岸に飛行場を設立。3月17日には初飛行を果たした。
3月10日、最初に寄贈された飛行機の搭乗員John-Allan Hygerthがフィンランド航空部隊の初代指揮官に就任した。しかし能力不足と判断され、4月18日に解任。代わってドイツ帝国陸軍大尉Carl Seberが就任した。
戦争終了時点での航空機保有数は40にも達していた。うち25機は赤衛軍および赤軍から鹵獲したものである。残りの7機はスウェーデンからの寄贈、そして8機はドイツから購入したものである。
一方、白衛軍の最終的な航空部隊の人員は以下のとおりである。
- スウェーデン人29名（パイロット16名、見張り2名、整備士11名）
- デンマーク人2名（パイロット1名、見張り1名）
- ロシア人7名（パイロット6名、見張り1名）
- フィンランド人28名（パイロット4名、見張り6名、技師2名、整備士16名）

戦争全期に渡る航空部隊の任務は偵察のみで、特筆すべき功績はない。しかしこの時各国から受けた莫大な援助により一航空隊としての基礎を急速に固め、1928年には正式に空軍として独立を果たす。これはイギリス、スウェーデンに続いて古い歴史である。

### 冬戦争
1939年11月30日、冬戦争が勃発。5000機もの航空機を保有するソ連空軍は700機の戦闘機と800機の爆撃機をフィンランド前線に投入した。対するフィンランド空軍はわずか17機の爆撃機と31機の戦闘機、そして54機の連絡機を保有するにすぎなかった。フィンランド空軍で最新鋭の航空機は、国内でライセンス生産されていたブリストル ブレニム爆撃機とフォッカー D.XXI戦闘機であった。これらの航空機をもってしても数値上勝算はほぼ不可能といえる。
地上での攻撃を防ぐべく、フィンランド軍は各航空機を各地に分散させ、森の中に隠した。結果、飛行場の被害は最小限にとどめられ、逆にソ連の航空機をも鹵獲した。
戦争が長引くにつれ、フィンランドは使える航空機ならばとにかく何でもかき集める姿勢に出た。さすがにこれは軍の統計に混乱をきたしたため、戦後は機種をある程度統一化するようになった。
また、世界各国もフィンランドへの支援を行った。アメリカ、イギリス、チェコスロバキア、オランダ、フランス、ドイツ、イタリア、スウェーデン、南アフリカ、デンマークより航空機が贈られた。これらの多くは到着する前に終戦を迎えてしまったが、のちの継続戦争で大きな貢献を果たすこととなる。

### 戦後
パリ条約によって戦時中ドイツの同盟国であり、第二次大戦の主たる期間枢軸国側であったフィンランド空軍には以下の軍備制限が課せられた。
- 将兵の総数は3,000人を上限とする。
- 戦闘用航空機の保有数は60機を上限とする。
- 爆弾倉を持つ航空機の保有を禁止。
- ドイツ国内で製造された機体や、ドイツ製の部品を使った機体の保有を禁止。
- 誘導ミサイルや核兵器の保有を禁止。
- その他攻撃的兵器の保有を禁止。

上記の制限のうちの一部は1963年に緩和され、フィンランドは誘導ミサイルを入手したほか、標的曳航機としてソ連製のイリューシン Il-28（爆弾倉を有する爆撃機）を導入した。
冷戦中はこの条約により東西両陣営から航空機を導入する取り決めとなっていたため、デハビランド バンパイアやフォーランド ナット、MiG-21、サーブ 35 ドラケンなどを併用して運用していたが、冷戦終結後はこの制約もなくなり、両機種の後継としてF-18ホーネットを配備している。ソ連をはじめとする東側諸国の敗北によって冷戦が終わり、実質的な西側寄りでありながらも軍事的中立を維持して冷戦期を乗り切ったフィンランド空軍はさらなる抑止力向上を目指しており、アメリカ製「AIM-120 AMRAAM」など最先端の空対空ミサイルなどを輸入し、90年代から2000年代にかけて導入を完了させたF-18ホーネットに装備する事で防空能力を強化し、さらにNATO関係機関との情報共有システムを新たに構築した事で、増大するロシアの軍事的圧力に対して、強力な抑止力として機能するだけの実力を持つようになっている。2020年6月、フィンランド国防省はF-18ホーネットについて、防衛能力の低下や高いコストをもたらすため寿命延長は行わないと公表した。2021年、現在の主力であるホーネットの後継機として、F-35を導入することを決定している。

## 装備
| 機種名                 | 画像           | バージョン                       | 運用数         | 備考                                                                     |
| 戦闘機・攻撃機         | 戦闘機・攻撃機 | 戦闘機・攻撃機                   | 戦闘機・攻撃機 | 戦闘機・攻撃機                                                           |
| ---------------------- | -------------- | -------------------------------- | -------------- | ------------------------------------------------------------------------ |
| F/A-18 ホーネット      |                | F/A-18C F/A-18D                  | 55 7           |                                                                          |
| F-35 ライトニングII    |                | F-35A                            | (64)           | F/A-18の後継として2021年12月に64機の発注を公表した。                     |
| 電子戦機               |                |                                  |                |                                                                          |
| EADS CASA C295         |                | C295M                            | 1              | 信号情報収集（ELINT）機                                                  |
| 輸送機・特殊任務機     |                |                                  |                |                                                                          |
| EADS CASA C295         |                | C295M                            | 2              | 輸送機                                                                   |
| ピラタス PC-12         |                | PC-12NG                          | 6              | 輸送機                                                                   |
| リアジェット35         |                | リアジェット35A                  | 3              | 測量・電子戦訓練・標的曳航機                                             |
| 練習機                 |                |                                  |                |                                                                          |
| グロプ G115            |                | G115EA                           | 28             |                                                                          |
| BAe ホーク             |                | Mk50/51A Mk66                    | 11 16          |                                                                          |
| 搭載兵装               |                |                                  |                |                                                                          |
| AIM-9 サイドワインダー |                |                                  |                | 空対空ミサイル                                                           |
| AIM-120 AMRAAM         |                | AIM-120C                         |                | 空対空ミサイル                                                           |
| AGM-158 JASSM          |                | AGM-158A JASSM AGM-158B JASSM-ER |                | 空対地ミサイル。F/A-18用にAGM-158Aを調達し、F-35用にAGM-158Bを調達予定。 |
| AGM-88                 |                | AARGM-ER                         |                | 対レーダーミサイル。F-35用に調達予定。                                   |
| JDAM                   |                | GBU-31                           |                | 誘導爆弾                                                                 |
| AGM-154 JSOW           |                |                                  |                | 滑空誘導爆弾                                                             |